# دييغو كارج
دييغو كارج (بالهولندية: Diego Karg)‏ (9 أغسطس 1990 بآرنم في هولندا - ) هو لاعب كرة قدم هولندي في مركز الهجوم. لعب مع إف سي آيندهوفن ودين بوستش ونادي تلستار ‏.